# Xian autonome buyei et miao de Zhenning
Le xian autonome buyei et miao de Zhenning (镇宁布依族苗族自治县 ; pinyin : Zhènníng bùyīzú miáozú Zìzhìxiàn) est un district administratif de la province du Guizhou en Chine. Il est placé sous la juridiction de la ville-préfecture d'Anshun.

## Démographie
La population du district était de 331 028 habitants en 1999.